# 尾崎左永子
尾崎 左永子（おざき さえこ、1927年11月5日 - ）は、日本の歌人、随筆家、放送作家。歌誌「星座」主筆、エッセイスト・クラブ常務理事。本名は尾崎磋瑛子（読みは同じ）。夫は慶應義塾大学経済学部名誉教授の尾崎巌。神奈川県鎌倉市在住。

## 来歴
東京府豊島区巣鴨に、宮内省に勤務する父・酒巻芳男（旧姓・飯島）、母・壽（旧姓・秋月）の四女として生まれる。母方の祖父は明治天皇の侍医であった。
東京女学館中等科を1学年飛び級し、東京女子大学国語科入学。大学では松村緑、西尾実の指導を受けた。また関鑑子に声楽を学んだ。戦後は大学の演劇部に所属し、木下順二、山本安英、薄田研二らの指導を受けた。大学在学中に歌誌「歩道」に入会し、佐藤佐太郎に師事。酒巻さゑ子の名で出詠した。卒業後は父の友人長田幹彦の秘書を務めた。
1950年に大学時代の演劇仲間と結婚し松田に改姓するが、6年で離婚。NHKの台本作家となる。西山真一、山田茂人に油絵を習う。1955年、「夕雲」で第1回角川短歌賞最終候補となる。1957年、30歳のとき、松田さえこの名で第一歌集『さるびあ街』を上梓、第4回日本歌人クラブ推薦歌集（現在の日本歌人クラブ賞）を受賞する。1958年から西沢実門下として脚本を書き、1960年からNHKドキュメント番組『主婦の時間』の構成を担当。1961年、尾崎巖と再婚。山名康郎と交流を持ち、北海道の歌人としばしば交流する。夫のハーバード大学留学で渡米し、帰国後は1965年から1983年までしばらく短歌を離れ、放送作家をメインに活動していた。女性放送作家の走りとして、ラジオ関東、東北放送、信越放送、ニッポン放送などで台本を執筆。その傍ら、古典研究に没頭し、松尾聰に師事した。また『源氏物語』の薫香を知るために香道御家流三条西家に入門し、後に奥伝を許可され、尾崎暁紅の名を受けた。
1983年、佐太郎との約束に従い「歩道」に復帰、また「運河」創刊に創刊同人として参加し、歌壇に戻る。1985年、『源氏の恋文』で第32回日本エッセイスト・クラブ賞を受賞した。1986年より早稲田大学大学院文学研究科上代文学研究科研修生として、橋本達雄に師事。1989年、尾崎左永子の筆名で『さるびあ街』を再刊。『源氏物語』を中心に、古典文学や王朝和歌についてのエッセイを多数発表。香道を語ることの出来る希少な書き手として知られるようになる。また、「明星」を中心にした近代短歌についての研究もある。
1999年、「夕霧峠」で第33回迢空賞を受賞する。2001年、歌とことばの雑誌「星座」（発行：かまくら春秋社）を創刊する。2003年、文化庁長官表彰。2010年には短歌雑誌「星座α」を創刊し、「佐藤佐太郎の心を継ぐ」のを掲げている。
2015年、『佐太郎秀歌私見』で第6回日本歌人クラブ大賞受賞。2016年、正月に宮中歌会始で召人を務めた。『薔薇断章』で第31回詩歌文学館賞短歌部門受賞。
短歌雑誌編集者であった中井英夫とは長年の交友があり、『虚無への供物』に登場する女探偵・奈々村久生のモデルである。

## 著書

### 単著
- 『さるびあ街』（歌集 松田さえこ名義 琅玕洞 1957年 のち沖積舎（尾崎左永子名義） 2000年）
- 『植物都市 放送詩集』（尾崎磋瑛子名義 白凰社 1972年）
- 『女人歌抄』（中公新書 1983年）
- 『竹久夢二抄』（平凡社 1983年）
- 『源氏の恋文』（求龍堂 1984年 のち文春文庫）
- 『源氏の薫り』（求龍堂 1986年 のち朝日選書）
- 『恋ごろも 「明星」の青春群像』（角川選書 1988年）
- 『土曜日の歌集』（沖積舎 1988年）
- 『光源氏の四季 王朝のくらし』（朝日新聞社 1989年）
- 『源氏花がたみ』（東京書籍 1990年）
- 『彩紅帖』（歌集 紅書房 1990年）
- 『愛のうた 晶子・啄木・茂吉』（創樹社 1993年）
- 『炎環』（歌集 砂子屋書房 1993年 のち短歌新聞社文庫 2003年）
- 『鎌倉もだぁん』（歌集 沖積舎 1994年）
- 『梁塵秘抄漂游』（紅書房 1994年）
- 『春雪ふたたび』（歌集 砂子屋書房 1996年）
- 『現代短歌入門』（沖積舎 1996年）
- 『大和路四季の花歌』（主婦と生活社 1997年）
- 『源氏の明り』（求龍堂 1997年）
- 『かの子歌の子』（集英社 1997年）
- 『夕霧峠』（歌集 砂子屋書房 1998年）
- 『星座空間』（歌集 短歌研究社 2001年）
- 『大人の女のこころ化粧 美しいたしなみと装い歳時記』（リヨン社 2002年）
- 『夏至前後』（歌集 短歌新聞社〈現代女流短歌全集〉 2002年）
- 『女を磨く知・色・学』（リヨン社 2003年）
- 『古歌逍遥 古典和歌の魅力』（日本放送出版協会 2004年）
- 『敬語スタディー 実技篇』（かまくら春秋社 2005年）
- 『尾崎左永子歌集』（砂子屋書房〈現代短歌文庫〉 2006年）
- 『続・尾崎左永子歌集』（砂子屋書房〈現代短歌文庫〉 2006年）
- 『青孔雀』（歌集 砂子屋書房 2006年）
- 『さくら』（歌集 角川書店 2007年）
- 『古典いろは随想』（紅書房 2007年）
- 『短歌カンタービレ はじめての短歌レッスン』（かまくら春秋社 2007年）
- 『チョコちゃんの魔法のともだち―夢は、いつも「本」のなかにあった』（幻戯書房 2008年）
- 『大和物語の世界』（書肆フローラ 2009年）
- 『椿くれなゐ』（歌集 砂子屋書房〈現代三十六歌仙〉 2010年）
- 『王朝文学の楽しみ』（岩波新書 2011年）
- 『源氏物語随想』（紅書房 2012年）
- 『平安時代の薫香』（フレグランスジャーナル社 2013年）
- 『佐太郎秀歌私見』（角川学芸出版 2014年）
- 『薔薇断章』（歌集 短歌研究社 2015年）
- 『「明星」初期事情・晶子と鉄幹』（青磁杜 2018年）

### 共著編
- 彩 女流五人（新星書房 1965年）
- おてんば歳時記 明治大正・東京山ノ手の女の暮らし（酒巻寿述 草思社 1979年 のち講談社文庫）
- 源氏物語の花を訪ねて  入江泰吉写真集（求龍堂 1987年）
- 新古今の花を訪ねて  入江泰吉写真集（求龍堂 1990年）
- 古典の世界を歩く（柳瀬万里共著 小学館ライブラリー 1998年）
- 香道蘭之園（尾崎左永子、薫遊舎校注 淡交社 2002年）
- 星座選集1（編 かまくら春秋社 2004年）
- 星座選集2（編　かまくら春秋社 2008年）

### 翻訳
- 白い森のなかで（ロバート・フロスト ほるぷ出版 1983年）
- 尾崎左永子の古今和歌集・新古今和歌集（集英社 1987年 (わたしの古典) のち文庫）
- 新訳源氏物語 1 - 4（紫式部 小学館 1997年 - 1998年）
- 神と歌の物語 新訳古事記（草思社 2005年）

## 音楽作品
- 混声合唱のための組曲『蔵王』（佐藤眞作曲、1961年）